# سوسانا مارتينيز
سوسانا مارتينيز (بالإنجليزية: Susana Martinez)‏ هي سياسية أمريكية من الحزب الجمهوري ولدت في يوم 14 يوليو 1959 في مدينة إلباسو في تكساس في الولايات المتحدة، تشغل مارتينيز منصب محافظة ولاية نيومكسيكو منذ سنة 2011 وتعتبر أول أمريكية لاتينية تنتخب كمحافظة لهذه الولاية، ولدت مارتينيز لعائلة من أصل مكسيكي، والدها خدم في البحرية الأمريكية أثناء الحرب الكورية، إختصت مارتينيز في مجال القانون بعد أن أخذت شهادتها من جامعة أوكلاهوما، بدأت بالعمل كقاضية في لاس كروسيس، في سنة 2011 فازت بمنصب محافظة الولاية بعد فوزها على المرشحة الديمقراطية دايان دينيش بعد أن حصلت على 53% من الأصوات لتخلف بيل ريتشاردسون في المنصب، في سنة 2014 أُعيد إنتخابها بعد أن فازت على المرشح الديمقراطي غاري كينغ بعد أن حصلت على 57% من أصوات الناخبين، وفي سنة 2013 صنفتها صحيفة التايم كضمن أهم 100 في العام.